# Alhóndiga de Segovia
La Alhóndiga  es un edificio de la ciudad española de Segovia, construido a comienzos del siglo XVI cuando estaban reinando los Reyes Católicos. Es un edificio que pertenece al estilo gótico industrial y es uno de los pocos ejemplares de arquitectura industrial que se realizó mientras Isabel y Fernando aún reinaban. 

## Funciones
La función que llevaba a cabo era la de servir como almacén de grano de Segovia. La palabra alhóndiga es un nombre de origen árabe que se refería a un lugar en el que se vendía, compraba e incluso se almacenaba grano, con el fin de ayudar a los vecinos y principalmente a los agricultores en épocas de escasa comida.

## Análisis
La fachada principal cuenta con una portada perteneciente al estilo isabelino formada por dos escudos repetidos de la ciudad de Segovia a cada lado de la misma. En otros tiempos, en su interior había tres paneras distribuidas para guardar el trigo que se llamaban de la Gloria, del Purgatorio y del Infierno. En el año 1925 también se convirtió en sede del Archivo Histórico Municipal, el depósito principal tiene una extensión de 1500 metros lineales de estantería convencional y también cuenta con una sala de exposiciones. 

## Uso actual
Actualmente también funciona como sala de exposiciones, exponiendo tanto cuadros y esculturas como fotografía. En algunas ocasiones se ha utilizado como casa de la cultura, llevando a cabo actividades culturales para niños y también para gente mayor. La Alhóndiga como edificio histórico es considerada también un Bien de Interés Cultural y es a la vez la sede del Archivo Municipal de Segovia. De este modo la institución y la propia sala de exposiciones de la Alhóndiga (exposiciones temporales, charlas y conferencias), se pueden considerar como elementos que realizan funciones propias de un museo.
- Datos: Q63872631
- Multimedia: Alhóndiga de Segovia / Q63872631